# Jerzy Antoniak
Jerzy Antoniak (ur. 28 grudnia 1919 (1918 lub 1917) w Petersburgu, zm. ?) – funkcjonariusz urzędu bezpieczeństwa i Informacji Wojskowej.
Od 5 lutego 1942 do 10 grudnia 1943 przebywał na przymusowych robotach w Niemczech. W 1943 wrócił do Wilna i nawiązał kontakt z sowieckim oddziałem „Pieti” (pełnił funkcję informatora oddziału sowieckiego, ponieważ był zatrudniony w Organizacji Todta jako technik-motorysta). 
Po powstaniu ZPP w Wilnie został zatrudniony w Wydziale Wojskowym jako instruktor. Prowadził agitację wśród członków polskiego podziemia niepodległościowego na rzecz ujawniania się. Za tę działalność sąd specjalny AK wydał na niego wyrok śmierci. 
W styczniu 1945 w związku z konfliktem z kierownikiem Wydziału Wojskowego ZPP Benedyktem Szymańskim (Benedyktem Szermanem Markowiczem) ps. „Wąsacz” został zwolniony z ZPP i wyjechał do Polski. 
W kraju pracował w Ministerstwie Bezpieczeństwa Publicznego (Wydział I, Departament I). Uchwałą Prezydium KRN z 15 listopada 1946 odznaczony Złotym Krzyżem Zasługi (miał wówczas stopień chorążego). 
5 lipca 1949 w stopniu kapitana został skierowany do służby w Informacji Wojskowej na stanowisko kierownika Sekcji III Wydziału Informacji Wojskowej Komendy Głównej Powszechneh Organizacji "Służba Polsce"; na tym stanowisku do 31 marca -1950.